# Marshall (North Carolina)
Marshall is een plaats (town) in de Amerikaanse staat North Carolina, en valt bestuurlijk gezien onder Madison County.

## Demografie
Bij de volkstelling in 2000 werd het aantal inwoners vastgesteld op 840.
In 2006 is het aantal inwoners door het United States Census Bureau geschat op 838, een daling van 2 (-0.2%).

## Geografie
Volgens het United States Census Bureau beslaat de plaats een oppervlakte van
9,8 km², waarvan 9,1 km² land en 0,7 km² water. Marshall ligt op ongeveer 505 m boven zeeniveau.

## Plaatsen in de nabije omgeving
De onderstaande figuur toont nabijgelegen plaatsen in een straal van 28 km rond Marshall.